# Sowjetische Luftangriffe auf Berlin
Die sowjetischen Luftangriffe auf Berlin erfolgten durch die Fernfliegerkräfte der UdSSR während des Deutsch-Sowjetischen Krieges.

## Hintergrund
Am 22. Juni 1941 griff Deutschland mit dem Unternehmen Barbarossa die Sowjetunion an und begann damit den fast vier Jahre dauernden Deutsch-Sowjetischen Krieg. In diesem starben über 26 Millionen Menschen in der Sowjetunion. Genau einen Monat später, am Morgen des 22. Juli 1941, griff die deutsche Luftwaffe zum ersten Mal mit 127 Bombern die Hauptstadt Moskau an. Aus Höhen zwischen 2000 und 4000 m wurden 104 Tonnen Spreng- und 46.000 Brandbomben abgeworfen. Der Luftalarm in Moskau dauerte über fünf Stunden. Die Luftwaffe verlor bei diesem Einsatz laut eigenen Angaben eine Maschine, laut sowjetischen Angaben zwölf durch Jäger und zehn durch Flak. Direkt in der nächsten Nacht erfolgte der zweite Luftangriff auf Moskau, diesmal aber aufgrund der starken Luftabwehr aus über 6000 m Höhe. Danach sank die Anzahl der an den Angriffen beteiligten Maschinen auf unter 100 ab und die Bombardierungen der Luftwaffe ließen nach, bis sie im Dezember 1941 vorläufig und nach dem 25. April 1942 endgültig eingestellt wurden. Diese Angriffe auf Moskau richteten das Denken der sowjetischen Militärs, trotz der katastrophalen Lage an den Fronten im Westen, auf Berlin. Am Nachmittag des 28. Juli 1941 unterbreitete der Volkskommissar der Seekriegsflotte, N. G. Kusnezow, dem sowjetischen Machthaber Stalin den Vorschlag, Berlin mit starken Einheiten der Minen- und Torpedoflieger der Baltischen- und Schwarzmeerflotte von der estnischen Insel Saaremaa aus anzugreifen. Die sowjetische Führung erkannte die moralische und politische Bedeutung eines Angriffes auf die deutsche Hauptstadt und stimmte einem Versuch zu.

## Probleme der Einsätze
Schon im Voraus wurden im sowjetischen Generalstab viele kritische Stimmen laut, die sich gegen solche Einsätze aussprachen. Nicht nur die militärische Wirkung eines Bombardements auf Berlin war gering, auch die Risiken des langen Fluges und der Strapazen, die ein solcher Bombenangriff mit sich brachte, waren enorm. Das wichtigste Problem bei der Realisierung von großflächigen Bombardierungen der Reichshauptstadt war allerdings das Fehlen von geeigneten Bombenflugzeugen mit strategischer Reichweite. Nur drei verschiedene sowjetische Flugzeugmuster verfügten über die entsprechende Zuladungskapazität und vor allem Reichweite, um ein Fernziel effektiv bekämpfen zu können. Die zweimotorigen Fernbomber Iljuschin DB-3 und Jermolajew Jer-2 sowie der schwere viermotorige Langstreckenbomber Petljakow Pe-8 (TB-7), von dem zu diesem Zeitpunkt allerdings nur zwölf Maschinen zur Verfügung standen. Bereits am 26. Juni waren die TB-7-Bomber unter direkten Befehl des Oberbefehlshabers der Reserve gestellt worden, um sie für besondere Einsätze zu nutzen. Die Jer-2-Bomber standen zwar in recht großer Zahl zur Verfügung (ca. 120 einsatzbereite Flugzeuge), zeigten im Einsatz aber teilweise Schwächen. Einzig die DB-3 war mit mindestens 1000 Exemplaren in den sowjetischen Luftstreitkräften vertreten, konnte eine extreme Reichweite aber nur durch Einbußen bei der Zuladung erreichen. Neben dem Fehlen einer echten strategischen Bomberwaffe machte sich auch das Fehlen von erfahrenen Piloten und Besatzungen bemerkbar, die Erfahrung im Fliegen auf langen Strecken hatten. Viele Experten der Luftstreitkräfte auf Führungsebene bezweifelten den Erfolg eines Angriffes auf Berlin, konnten die oberste Führung aber nicht umstimmen.

## Die Angriffe im August und September 1941
Anfang August wurde der Beschluss gefasst, Kusnezows Empfehlung in die Tat umzusetzen. Auf Saaremaa wurde ein Geschwader mit DB-3-Bombern der besonderen Gruppe des 1. Minen- und Torpedofliegergeschwaders der Luftstreitkräfte der Baltischen Flotte stationiert und Generalleutnant Schaworonkow zu dessen Befehlshaber ernannt. In den ersten Minuten des 8. August 1941 erreichten zehn DB-3 Berlin und warfen jeweils fünf Sprengbomben FAB-100 auf die Stadt, Verluste gab es keine. Am gleichen Tag meldete M. W. Wodopjanow die Einsatzbereitschaft seiner neuen Fernfliegerdivision beim Hauptquartier. Unter seiner Führung wurden das 420. DBAP (ausgerüstet mit Jer-2) und das 432. DBAP (ausgerüstet mit TB-7) zur 81. AD (Fernfliegerdivision) vereinigt. Die Division wurde in Puschkin nahe Leningrad stationiert und am 9. August startete die erste Staffel des 432. DBAP z. b. V. von Kasan an der Wolga zum neuen Stützpunkt. Einen Tag später waren auch die zweite und dritte Staffel in Puschkin angekommen. Am Abend des 10. August starteten schließlich acht schwere Bomber TB-7 des 432. DBAP und mindestens fünf mittlere Fernbomber Jer-2 des 420. DBAP in Puschkin in Richtung Berlin. Alleine beim Start gingen allerdings schon eine TB-7 und zwei Jer-2 verloren, da die Piloten es nicht gewohnt waren von einer so kurzen Graspiste mit maximaler Abflugmasse zu starten. Nur drei Jer-2 erreichten die Hauptstadt und um 1:47 Uhr warf die erste dieser Maschinen aus nur 900 m Höhe sieben FAB-100 auf Berlin. Für die TB-7-Bomber des 432. DBAP verlief der Einsatz noch schlimmer. Von acht gestarteten TB-7 erreichten Berlin nur vier, welche acht FAB-250, eine Streubombe RRAB-3 und zwei Brandbomben SAB-2,5 abwarfen. Eine weitere Maschine ging auf dem Rückflug verloren, womit nur drei der schweren Fernbomber die Heimat wieder erreichten. Von diesen drei wiederum erreichte nur eine den Heimatflugplatz bei Puschkin, die anderen beiden mussten auf anderen sowjetischen Flugplätzen landen. Außerdem stellte sich heraus, dass mindestens zwei TB-7 sogar von eigenen Jägern und Flak attackiert worden waren, da die Flugzeuge bis zu diesem Zeitpunkt äußerster Geheimhaltung unterlagen und der eigenen Flak und den Jägern nicht bekannt waren. Trotz der enormen Verluste dieses größten Einsatzes wurde Berlin weiter attackiert, vorerst aber nur mit DB-3 und Jer-2. Insgesamt wurden im Zeitraum vom 8. August bis zum 4. September 1941 von sowjetischen Fliegern zehn Angriffe auf Berlin mit 90 Einsatzstarts geflogen.

## Die Angriffe im August und September 1942
Bis zum Sommer 1942 wurden die Strukturen der sowjetischen Luftstreitkräfte verändert. Die einzelnen Fernfliegerdivisionen (AD) wurden zur ADD (Awiazija dalnewo deistwija), den Fernfliegerkräften, zusammengefasst und konnten innerhalb der Luftstreitkräfte unabhängig operieren. Auch die Bomber der ADD hatten seit dem Vorjahr Veränderungen durchlebt. Die DB-3 war zur Il-4 weiterentwickelt und die TB-7 in Pe-8 umbenannt worden. Deren Produktion wurde verbessert und es standen trotz der Verluste im Vorjahr wieder etwa 15 Maschinen einsatzbereit zur Verfügung, welche im 746. DBAP (ehemals 432. DBAP) und dem neugegründeten 890. DBAP flogen. Diese beiden Regimenter waren wiederum Teil der 45. AD der ADD, die in Kratowo bei Moskau stationiert war. In der zweiten Junihälfte 1942 wurde der Befehlshaber der ADD ins Hauptquartier zu Stalin bestellt. Hier wurde befohlen, dass die sowjetischen Fernfliegerkräfte mit allen verfügbaren Kräften Berlin bombardieren sollten. Da der Rückflug der Bomber in den hellen Juninächten aber faktisch bei hellem Tage erfolgen würde, wurden die Angriffe auf Berlin bis Ende August verschoben. Am Abend des 26. August 1942 starteten in Kratowo schließlich fünf Bomber Pe-8. Zusammen mit den Il-4 der anderen Divisionen der ADD umfasste der Angriffsverband insgesamt über 50 Flugzeuge. Die Pe-8 trugen vier Sprengbomben FAB-500, die Il-4 vor allem die kleinen Bomben FAB-100. Im Gegensatz zu 1941 verlief die Einsatzvorbereitung diesmal gründlicher. Es wurde entschieden, nur Pe-8-Bomber mit AM-35A-Motoren einzusetzen, da diese weniger technische Probleme bereiteten und man sich erhoffte, auf diese Weise Ausfälle durch Probleme mit den Triebwerken wie im vorigen Jahr zu vermeiden. Zusätzlich erhielten sowohl die Pe-8- als auch die Il-4-Maschinen an der Unterseite eine komplett schwarze Bemalung, um es der deutschen Luftabwehr zu erschweren, die Bomber zu erkennen. Von den Il-4 kam der Großteil bis Berlin, jedoch erreichte nur eine Pe-8, die des Kommandanten Ponomarenko, die Stadt. Alle anderen Maschinen bombardierten Reserveziele, kamen aber ohne Beschädigungen wieder in Kratowo an. In der Nacht vom 29. auf den 30. August 1942 erfolgte der schwerste sowjetische Bombenangriff auf Berlin: Fünf Pe-8-Bomber der 45. AD bombardierten zusammen mit nahezu 100 Il-4 und Jer-2 die Stadt. Besonders stark war die Bombenwirkung in den Bezirken Kreuzberg, Tempelhof, Lichtenberg und Tiergarten. Zwei Berliner starben, 35 wurden verletzt und 119 „ausgebombt“. Die Verluste der ADD waren gering, nur einige Il-4 und eine Pe-8 kehrten nicht zurück. Der dritte Angriff der ADD auf Berlin erfolgte in der Nacht zum 10. September 1942, diesmal aber wohl nur mit Il-4 und Jer-2. Zusammen mit einem Großangriff der Royal Air Force im November blieben die Angriffe der sowjetischen Fernfliegerkräfte die einzigen auf Berlin im Jahre 1942.

## Die Angriffe im Jahre 1945
Durch das Vorrücken der Roten Armee nach Westen und die Vertreibung der Wehrmacht aus der Sowjetunion konnte das gesamte deutsche Reichsgebiet seit Ende 1944 auch mit zweimotorigen Frontbombern erreicht werden. Die Angriffe auf Berlin wurden im Frühjahr 1945 wieder aufgenommen, diesmal aber nicht mit Langstreckenbombern, sondern mit kleineren Maschinen wie der Petljakow Pe-2 oder Tupolew Tu-2. Im März und April 1945 erreichten selbst die kleinen Schlachtflugzeuge Il-2 das Stadtgebiet mühelos. Auch wurden keine Stadtbezirke mehr bombardiert, sondern einzelne Stellungen der Wehrmacht innerhalb der Stadt, um das Vorrücken der Bodentruppen zu erleichtern. Die Angriffe wurden lokal organisiert und je nach Bedarf von den Fronteinheiten angefordert. Strategische Bombardements gab es nicht mehr.